# Rechelle Hawkes
Rechelle Hawkes, född den 30 maj 1967 i Albany, Australien, är en australisk landhockeyspelare.
Hon tog OS-guld i damernas landhockeyturnering i samband med de olympiska landhockeytävlingarna 1988 i Seoul.
Hon tog OS-guld igen i damernas landhockeyturnering i samband med de olympiska landhockeytävlingarna 1996 i Atlanta.
Därefter tog hon sitt tredje OS-guld i samband med de olympiska landhockeytävlingarna 2000 på hemmaplan i Sydney.